# جو كارسون (كاتبة)
جو كارسون (بالإنجليزية: Jo Carson)‏ هي كاتِبة أمريكية، ولدت في 9 أكتوبر 1946 في جونسون سيتي في الولايات المتحدة، وتوفيت في 19 سبتمبر 2011.